# Problema de rutas de vehículos

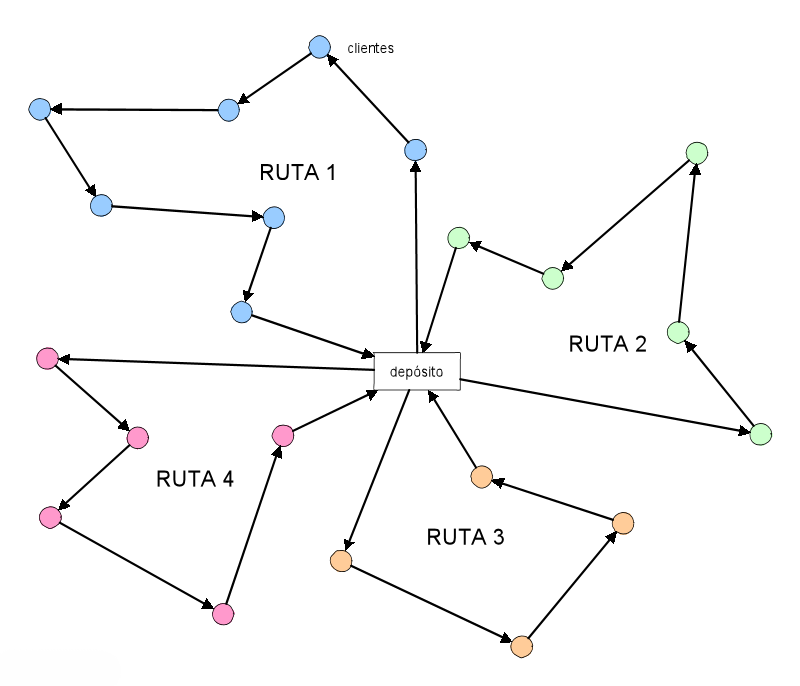
Esquema básico de un VRP.

Posible artículo duplicado: Problema de enrutamiento de vehículos
Los problemas de rutas de vehículos (Vehicle Routing Problem - VRP) en realidad son un amplio conjunto de variantes y personalizaciones de problemas. Desde los que son más sencillos hasta algunos que hoy en día siguen siendo materia de investigación. 
En ellos en general, se trata de averiguar las rutas de una flota de transporte para dar servicio a unos clientes. Este tipo de problemas pertenece a los problemas de optimización combinatoria. En la literatura científica, Dantzig y Ramser fueron los primeros autores en 1959, cuando estudiaron la aplicación real en la distribución de gasolina para estaciones de carburante. 
La función objetivo depende de la tipología y características del problema. Lo más habitual es intentar: minimizar el coste total de operación, minimizar el tiempo total de transporte, minimizar la distancia total recorrida, minimizar el tiempo de espera, maximizar el beneficio, maximizar el servicio al cliente, minimizar la utilización de vehículos, equilibrar la utilización de los recursos, etc.

## Elementos

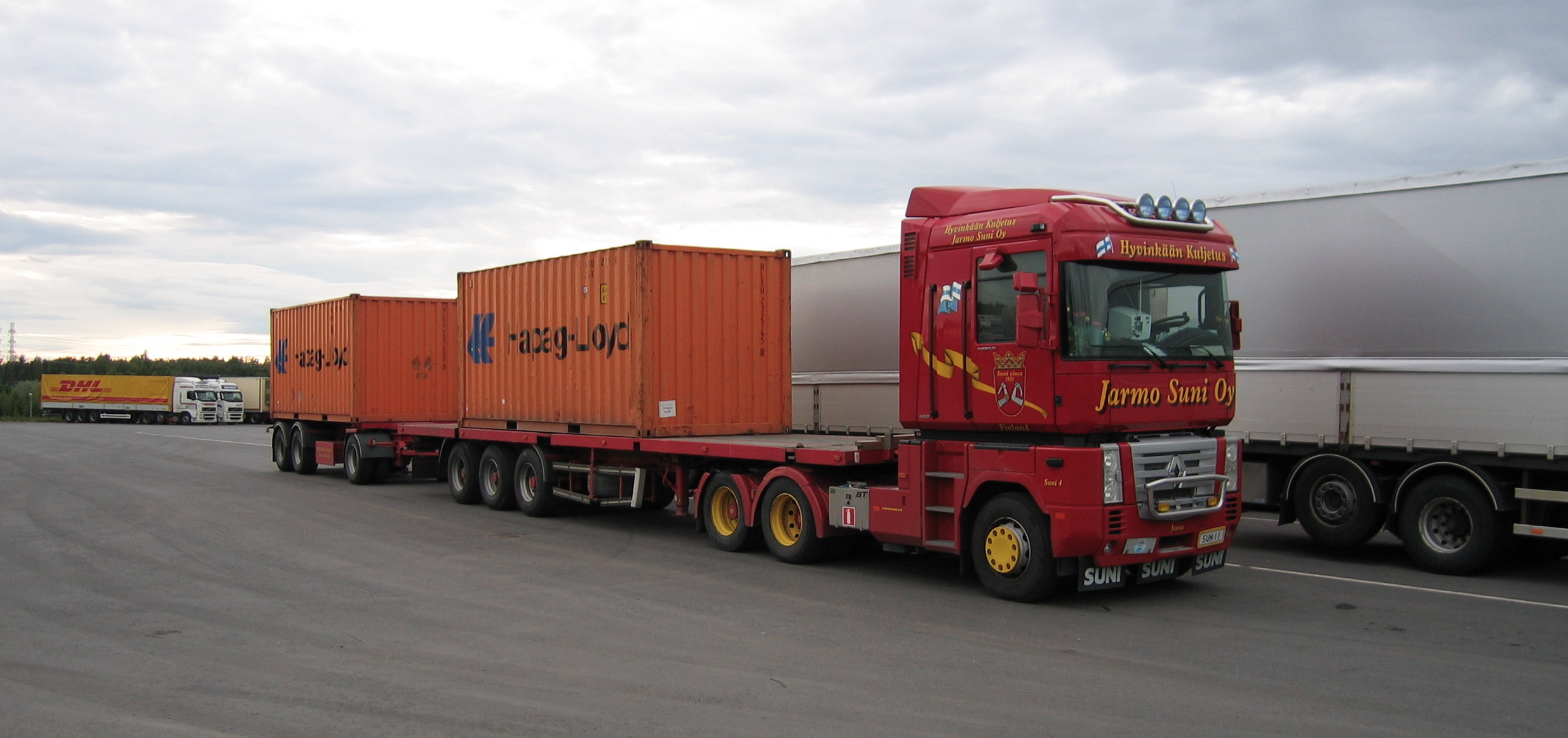
Vehículos de transporte.

Los elementos principales de este conjunto de problemas son los siguientes:
- La red de transporte
- La flota de vehículos (véase Vehículo)
- Los clientes y/o proveedores
- El depósito central (o depósitos) (véase Almacén)
- Los servicios a atender (demandas y/o consumos) (véase Servicio)
- Las rutas solución

Otro elemento fundamental es el Sistema de Información Geográfica (SIG)

## Variantes
Existen una gran variedad de tipos de problemas. A continuación se enumeran los más conocidos:
- VRP capacitado (CVRP)
- VRP capacitado con ventanas de tiempo (CVRPTW)
- VRP con recogidas y entregas (VRPPD)
- VRP con ventanas de tiempo (VRPTW)
- Vehicle Routing Problem with a Heterogeneous fleet of vehicles and Soft Time Windows (VRPHESTW)
- Capacitated VRP with Pick-up and Deliveries and Time Windows (CVRPPDTW)
- Multiple Depot VRP (MDVRP)
- Multiple Depot VRP with Time Windows (MDVRPTW)
- Periodic VRP (PVRP)
- Periodic VRP with Time Windows (PVRPTW)
- Split Delivery VRP (SDVRP)
- Split Delivery VRP with Time Windows (SDVRPTW)